# ピーター・リンドバーグ

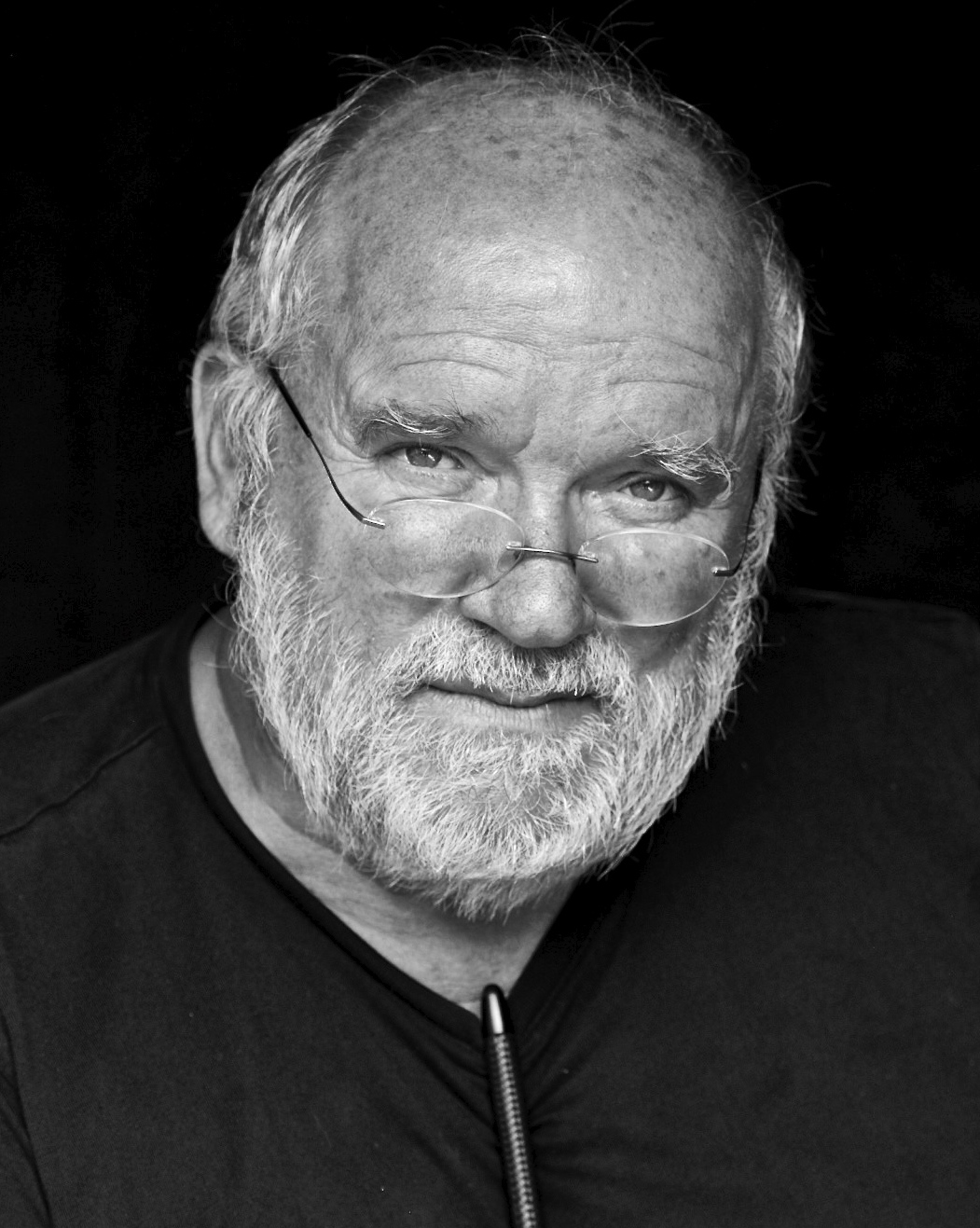
ピーター・リンドバーグ

ピーター・リンドバーグ（Peter Lindbergh, 1944年11月23日 - 2019年9月3日）は、ドイツの写真家。世界を代表するファッションカメラマンの一人。本名 Peter Brodbeck。

## 経歴
ドイツ・リッサ（現ポーランド領）で生まれ、西ドイツのデュースブルクで幼年期を過ごした。美術学校で絵画を学んだ後、27歳で写真を始めた。写真家ハンス・リュックスの助手となり、2年の見習い期間の後、広告写真家として独立。ファッション写真に専念するため1978年にパリへ移り、ナオミ・キャンベル、リンダ・エヴァンジェリスタ、タチアナ・パティッツなど数多くのトップモデルを撮影。『ヴォーグ』『ハーパース・バザー』などのファッション誌に掲載された。
テレビCMやミュージック・ビデオの撮影も手がけ、1991年には初の短編映画『Models: The Film』を監督している。

## 写真集
- Ten Women (1996)
- Images of Women (1997)
- Peter Lindbergh Photographs (1998)
- Portfolio 1996 - 1999 (1999)
- Stories (2002)

## 撮影した著名人
- ナオミ・キャンベル
- シンディ・クロフォード
- ナターシャ・キンスキー
- ソフィー・マルソー
- ヒラリー・スワンク
- シャロン・ストーン
- カトリーヌ・ドヌーヴ
- ブラッド・ピット
- ジョン・マルコヴィッチ
- ベルナルド・ベルトルッチ

- マドンナ
- ユマ・サーマン
- ミック・ジャガー
- ティナ・ターナー
- ジョン・トラボルタ
- パメラ・アンダーソン
- アントニオ・バンデラス
- ミラ・ジョヴォヴィッチ
- ケイト・ブランシェット
- キャサリン・ゼタ＝ジョーンズ

- ジェニファー・ロペス
- ダイアン・レイン
- ジャンヌ・モロー
- ペネロペ・クルス
- シャルロット・ゲンスブール
- スカーレット・ヨハンソン
- カーク・ダグラス
- デニス・ホッパー
- ジェームズ・コバーン
- 林マヤ